# 利光三津夫
利光 三津夫（りこう みつお、1927年3月10日 - 2009年9月13日）は、日本の法制史学者。法学博士（京都大学・論文博士・1962年）。慶應義塾大学名誉教授、清和大学名誉学長。

## 略歴
1950年慶應義塾大学法学部卒業、同講師、助教授、教授、1962年「律の研究」で、法学博士（京都大学）の学位を取得。1991年定年退任、名誉教授、清和大学学長。日本貨幣協会会長。古代律令制を研究したが、のち貨幣史で知られた。
2003年、勲三等旭日中綬章を受章。2009年9月13日、心不全のため死去。

## 著書
- 『律令及び令制の研究』明治書院、1959年。doi:10.11501/2995910。
- 『律の研究』明治書院、1961年。doi:10.11501/2995929。
- 『裁判の歴史 律令裁判を中心に』至文堂〈日本歴史新書〉、1964年。doi:10.11501/2995964。
- 『律令制とその周辺』慶応義塾大学法学研究会、1967年。doi:10.11501/2996014。
- 『続 律令制とその周辺』慶応義塾大学法学研究会、1973年。doi:10.11501/11929959。
- 『二流人物論 決断しない「一流」紳士たち』日本経済新聞社〈日経新書〉、1976年。doi:10.11501/12256129。
- 『日本古代政治史』慶応通信、1977年。doi:10.11501/12239878。
- 『律令制の研究』 40巻、慶応義塾大学法学研究会、1981年。doi:10.11501/11931536。
- 『古貨幣夜話』慶応通信、1983年。doi:10.11501/11978650。
- 『日本古代法制史』慶応通信、1986年。doi:10.11501/11932129。
- 『律令制の研究 続』慶応通信、1988年。doi:10.11501/11931679。
- 『日本中世政治史』慶応通信、1989年。doi:10.11501/13331362。
- 『古貨幣七十話』慶應義塾大学出版会、2002年。ISBN 4-7664-0949-3。

## 共編著
- 民事慣例類集 司法省 手塚豊共編著 慶応義塾大学法学研究会 1969
- 国家と教育 教科書裁判に関連して 中村菊男共著 第一法規出版 1972
- 満場一致と多数決　ものの決め方の歴史　森征一・曽根泰教共著　日経新書、1980
- 消された英雄たち 中村勝範共著 プレジデント社 1981.7
- 法史学の諸問題 慶応通信 1987.4
- 律令研究続貂 慶応通信 1994.4
- 法学 法制史家のみた 林弘正共著 成文堂 1994.5
- 新裁判の歴史 長谷山彰共著 成文堂 1997.9
- 日本の官僚制 その源流と思想 笠原英彦共著 PHP研究所 1998.3
- 日本通貨図鑑 植村峻,田宮健三共編著 日本専門図書出版 2004.6

## 参考
- 利光三津夫教授略歴・主要著作目録「法学研究」1991-01